# London, Deptford and Greenwich Tramways
Die London, Deptford and Greenwich Tramways Company war ein Betreiber von Pferdebahnen im Süden Londons im Rahmen des größeren Netzes der Straßenbahn London. Die Gesellschaft betrieb von 1880 bis 1904 Strecken mit einer Gesamtlänge von zehn Kilometern in Bermondsey, Rotherhithe und Deptford.

## Geschichte
Die Gesellschaft erhielt unter dem Namen Southwark and Deptford Tramways Company am 3. Juli 1879 eine Konzession zum Bau und Betrieb von Straßenbahnen auf der Strecke von Bricklayers Arms durch die Bermondsey New Road (heute Tower Bridge Road), Grange Road, Spa Road, Marine Street, Jamaica Road (teilweise Old Jamaica Road, Thurland Road), Lower Road und Evelyn Street bis Deptford, wo sich die Endstelle am Noah’s Ark (Ecke Deptford High Street) befand. Ebenfalls genehmigt wurde eine Strecke von der Grange Road/Spa Road durch die Grange Road, Blue Anchor Road (heute Southwark Park Road), Raymouth Road und Rotherhithe New Road bis zur Lower Road. Beide Strecken wurden 1880 und 1881 abschnittsweise eröffnet. Sie waren eingleisig mit insgesamt 27 Ausweichen und in Normalspur gebaut.
Am 17. Dezember 1882 gingen zwei weitere Strecken in Betrieb, für die die Bahngesellschaft 1881 die Konzession erhalten hatte. Die erste begann an der Kanalbrücke bei der Old Kent Road und führte durch die St. James’s Road und Rotherhithe New Road bis zur Raymouth Road. Die andere Strecke verlief von der Ecke Tooley Street/Bermondsey Street durch die Tooley Street und Jamaica Road bis zur Marine Street. Auch diese beiden Strecken waren eingleisig angelegt. Die Bahngesellschaft verwendete sowohl einspännige Pferdebahnwagen mit einem Deck, als auch doppelstöckige Zweispänner.
Im Einzelnen wurden die Strecken der Gesellschaft wie folgt eröffnet:
| Datum             | Strecke |
| ----------------- | --- |
| 28. Oktober 1880  | Grange Road/Spa Road – Spa Road – Marine Street – Jamaica Road (heute teilweise Old Jamaica Road) – Union Road – Lower Road – Evelyn Street – Brücke der Deptforder Hafenbahn (nahe Bailey Street) |
| 5. Juni 1881      | Bricklayer’s Arms – Bermondsey New Road (heute Tower Bridge Road) – Grange Road – Grange Road/Spa Road                                                                                             |
| 5. Juni 1881      | Hafenbahnbrücke – Evelyn Street – Deptford, Noah’s Ark (High Street) |
| 12. Oktober 1881  | Grange Road/Spa Road – Grange Road – Blue Anchor Road (heute Southwark Park Road) – Blue Anchor Road/Raymouth Road                                                                                 |
| 12. Oktober 1881  | Rotherhithe New Road/Raymouth Road – Rotherhithe, Red Lion (Lower Road/Rotherhithe New Road) |
| 15. Dezember 1881 | Blue Anchor Road/Raymouth Road – Raymouth Road – Rotherhithe New Road/Raymouth Road |
| 17. Dezember 1882 | Old Kent Road/St James’s Road (Canal Bridge) – St James’s Road – Rotherhithe New Road – Rotherhithe New Road/Raymouth Road                                                                         |
| 17. Dezember 1882 | Tooley Street/Bermondsey Road – Tooley Street – Jamaica Road (heute teilweise Old Jamaica Road) – Jamaica Road/Marine Street                                                                       |

1889 wurde eine Strecke durch die St. James’s Road genehmigt, die Bahngesellschaft ließ die Konzession jedoch verfallen. Sie hatte Interesse an einer Verlängerung nach Greenwich, für die jedoch eine neue Straße, die heutige Creek Road, hätte gebaut werden müssen. Eine Genehmigung hierfür lag zu dieser Zeit jedoch nicht vor. Die Bahngesellschaft richtete daher einen Pferdeomnibusbetrieb von Deptford nach Greenwich ein, der über die Deptford High Street, die Deptford Bridge und die Greenwich High Road führte. 1893 änderte sie außerdem ihren Namen in London, Deptford and Greenwich Tramways Company.
Am 7. Juli 1904 kaufte der London County Council die Bahn und gliederte sie in die London County Council Tramways ein. Die Strecken wurden zunächst als Pferdebahn weiterbetrieben. 1911/12 elektrifizierte der LCC schließlich die Strecke von der Tooley Street nach Deptford und verlängerte sie nach Greenwich. Am 25. Februar 1911 wurde die Strecke in der Spa Road und Marine Street stillgelegt. Der Erste Weltkrieg verhinderte die Elektrifizierung der beiden verbleibenden Strecken von Bricklayers Arms und von der Old Kent Rd (Kanalbrücke) nach Rotherhithe. Die Strecke von der Kanalbrücke bis Raymouth Road wurde im Juli 1913 stillgelegt, die andere zum 1. Mai 1915 aus kriegsbedingten Sparzwängen heraus. Auch nach dem Ende des Krieges wurden sie nicht wieder in Betrieb genommen. Die beiden Strecken waren die letzten Pferdebahnen in London.